# 한국교육학회
한국교육학회(韓國敎育學會, The Korean Society for the Study of Education]는 교육학 및 교육연구와 교육의 발달·보급을 꾀함을 그 목적으로 1953년 4월 4일에 창립된 교육 학술단체로 1952년 12월부터 시작된 뜻있는 분들의 발기로 태동을 보게 되었는데 학회는 1953년 4월 4일 피난지인 부산에 자리 잡고 있던 서울대학교 사범 대학 강당에서 창립총회를 열고 정식으로 발족하였다. 창립당시의 회원은 47명으로 이날 회칙을 결정하고 초대 회장으로 당시 서울대학교 학장으로 있었던 김기석 교수를 선출하였다.

## 분과 학회
- 한국평생교육학회
- 한국교육심리학회
- 한국교육과정학회
- 한국교육행정학회
- 한국교육사회학회
- 교육철학회
- 한국교육사학회
- 한국비교교육학회
- 한국유아교육학회
- 한국도덕교육학회
- 한국교육평가학회
- 한국교육공학학회
- 한국초등교육학회
- 한국상담교육학회
- 한국통일교육학회
- 한국통합교육학회
- 한국교육원리학회
- 한국교원교육학회
- 한국영재교육학회

## 지회
- 대구/경북지회
- 대전/충남지회
- 충북지회
- 광주/전남지회
- 전북지회
- 부산지회
- 경남지회
- 인천/경기지회
- 제주지회
- 강원지회